# San Nicolás del Puerto
San Nicolás del Puerto este un municipiu în provincia Sevilia, Andaluzia, Spania cu o populație de 696 locuitori.